# 5933 Kemurdzhian
5933 Kemurdzhian eller 1976 QN är en asteroid i huvudbältet som upptäcktes den 26 augusti 1976 av den rysk-sovjetiske astronomen Nikolaj Tjernych vid Krims astrofysiska observatorium på Krim. Den har fått sitt namn efter sovjetisk-georgiske Aleksandr Kemurdzjian (1921–2003) som bland annat arbetade på Sovjetunionens månbilar Lunochod 1 och Lunochod 2.
Asteroiden har en diameter på ungefär tre kilometer.